# Rikard Katalinić Jeretov
Rikard Katalinić Jeretov (Volosko, 8. siječnja 1869. – Split, 29. rujna 1954.) bio je hrvatski pjesnik i prozaist.

## Životopis
Završio je trgovačku akademiju u Rijeci (1887.). Nakon toga je u Beču učio njemački jezik. Kao učenik 4. razreda riječke gimnazije (1884.) objavio je u časopisu „Naša sloga” svoju prvu pjesmu.
U Zadru je od 1890. do 1897. i od 1900. do 1913. radio kao trgovački činovnik i suvlasnik u tvrtki »Čorak i drug«. U međuvremenu se usavršavao u Münchenu, Parizu i Londonu. Djelovao je od 1914. godine u Opatiji kao blagajnik Družbe sv. Ćirila i Metoda za Istru.
Za vrijeme Prvoga svjetskoga rata bio je unovačen u vojsku. Do 1928. živio je u Zagrebu, a zatim u Splitu. Za vrijeme talijanske okupacije Splita bio je zatočen u logoru na Liparima (1941.–1942.).
Bio je suosnivač i urednik književnoga lista „Lovor” (1897.). Osim hrvatskoga, govorio je talijanski, njemački, francuski i engleski. Pisao je poeziju i prozu za djecu, pod pseudonimom Barba Rike.
bio je predsjednik Matice dalmatinske od 1907. do 1909. te predsjednik Jugoslavenske matice od 1931. do 1941. godine.
Umro je u Splitu 29. rujna 1954. godine.

## Djela
- „Pozdrav istarskog Hrvata” (Zadar, 1891.);
- „Mrtvoj majci” (Zadar, 1891.);
- „Primorkinje” (Zadar, 1897.)
- „Zadnje pjesme (1895.-1901.)” (Zadar, 1901.);
- „S moje lire (1884.-1903.)” (Zagreb, 1904.);
- „Sa Jadrana (1902.-1908.)” (Zagreb, 1908.).

### Članci
- Šetić, Nevio. 2014. Hrvatska kulturna i politička stvarnost s kraja 19. i početka 20. stoljeća u Poeziji Rikarda Katalinića Jeretova. Mostariensia. Sveučilište u Mostaru. Mostar. 18 (1–2): 143–153
- Šunjić, Ankica. 2009. Katalinić Jeretov, Rikard. Hrvatski biografski leksikon. Zagreb.  journal zahtijeva |journal= (pomoć)

## Vanjske poveznice
Ostali projekti
|  | Zajednički poslužitelj ima još gradiva o temi Rikard Katalinić Jeretov |